# Condylostylus cochlearis
Condylostylus cochlearis är en tvåvingeart som beskrevs av Becker 1922. Condylostylus cochlearis ingår i släktet Condylostylus och familjen styltflugor. Inga underarter finns listade i Catalogue of Life.